# Graefestrasse
Graefestrasse, tysk stavning: Graefestraße, är en gata i stadsdelen Kreuzberg i Berlin. Gatan är omkring 900 meter lång och löper från Kottbusser Brücke vid Landwehrkanal i norr till Hasenheide i söder.  Gatan bildar centrum i området Graefekiez, som avgränsas av Landwehrkanal i norr, Kottbusser Damm och Hermannplatz i öster, Hasenheide i söder och Grimmstrasse-Körtestrasse i väster.
Gatan anlades enligt Hobrechtplanen i mitten av 1800-talet som Strasse 7 och fick sitt namn efter ögonläkaren Albrecht von Graefe 1875.

## Historia
Den tidiga stadsbebyggelsen i området planerades av Peter Joseph Lenné och uppfördes under 1860-talet, då stadsdelen Tempelhofer Vorstadt växte fram här. Större delen av den idag bevarade äldre bebyggelsen uppfördes under 1890-talet. Den idag kulturminnesmärkta skolbyggnaden för Albrecht von Graefe-skolan uppfördes 1888–1890 på Graefestrasse 85–88.
Stora delar av Graefestrasses bebyggelse, främst delen norr om Urbanstrasse, klarade sig igenom andra världskrigets bombningar och ger idag ett enhetligt intryck vad gäller fasadernas höjd, men många fasader och butikslokaler i gatuplanet har moderniserats. Sedan 1995 har hela området särskilt kulturminnesskydd.

## Graefekiez idag
I den södra delen av området finns en större mängd sociala bostäder med en inkomstsvagare sammansättning på befolkningen. I den norra delen av området, norr om Urbanstrasse, uppstod under 1980-talet en levande lokal alternativkultur, vilken under 2000-talet i sin tur har drivit en gentrifieringsprocess, med omfattande renoveringar av 1800-talsfastigheterna och kraftigt höjda hyror. Grafestrasse är idag spärrad för genomfartstrafik och butiksutbudet har i högre grad riktat in sig på fotgängare, med ett stort antal restauranger, kaféer och barer, samt butiker inom mode, inredning och konst.